# Фортушенко, Александр Дмитриевич
Александр Дмитриевич Фортушенко (29 ноября 1903 — 25 марта 1989) — советский радиофизик, лауреат двух Государственных премий СССР.

## Биография
Родился в Севастополе в семье портового рабочего.
С 1921 г. работал в мастерских Севастопольского порта сначала учеником, затем электромонтёром и одновременно учился на вечернем рабфаке. В 1922 г. по направлению от профсоюза зачислен в Московский институт народного хозяйства имени Плеханова на радиотехнический факультет.
В 1925—1933 гг. работал во Всесоюзном электротехническом институте (ВЭИ), участвовал в создании первого советского электронного телевизора.
В 1937 г. защитил кандидатскую диссертацию и был назначен главным инженером Московского телевизионного центра. Затем — директор Центрального научно-исследовательского института связи (ЦНИИС) наркомата связи СССР.
С января 1941 по 1947 г. заместитель наркома связи СССР. В период войны награждён орденом Трудового Красного Знамени, орденом Ленина и медалями. В 1945 году избран первым председателем Всесоюзного научного общества радиотехники и электросвязи (ВНОРиЭ) им. А. С. Попова. В 1945 г. за обеспечение связью партизанских отрядов награждён югославским орденом Братства и Единства I степени.
В 1947 г. необоснованно репрессирован (обвинён в передаче американцам секретных документов), приговорён к 25 годам лагерей, наказание отбывал в Инте. В 1954 году полностью реабилитирован и назначен сначала начальником отдела одного из управлений, затем начальником Главного технического управления  Минсвязи СССР.
После организации НИИР — начальник института (с октября 1957 по октябрь 1976 г.). В 1966 г. он награждён вторым орденом Ленина, в 1975 г. — орденом Октябрьской Революции. В 1973 г. присвоено звание Заслуженного деятеля науки и техники РСФСР.
Дважды лауреат Государственной премии СССР (1968, 1975).
В 1967 г. защитил докторскую диссертацию по вопросам космической радиосвязи, телевидения и радиовещания.
Умер 25 марта 1989 г. в Москве.